# Albrecht Buttolo
Albrecht Buttolo (* 1. September 1947 in Langenrinne bei Freiberg) ist ein deutscher Politiker (CDU). Er war von 2005 bis 2009 sächsischer Staatsminister des Inneren.

## Leben
Albrecht Buttolo studierte ab 1966 an der Technischen Hochschule Karl-Marx-Stadt Technologie/Maschinenbau und schloss 1970 mit einem Diplom ab. Nach seiner Promotion zum Dr.-Ing. 1973 arbeitete er als Rationalisierungsingenieur. In den Jahren 1975 bis 1990 arbeitete er in einem Projektierungsbetrieb der Automobilindustrie in Hohenstein-Ernstthal als Gruppenleiter für EDV-Anwendung in der Projektierung. Albrecht Buttolo war von 1973 bis ca. 1978 Mitglied der Kampfgruppen.
Er ist verheiratet und hat zwei Kinder.

## Politik
Albrecht Buttolo trat 1979 in die Blockpartei CDU ein. Durch die Regierung der DDR unter Lothar de Maizière erfolgte am 11. Juni 1990 seine Berufung zum Regierungsbevollmächtigten im damaligen Bezirk Chemnitz. Im selben Jahr wurde er in den Sächsischen Landtag gewählt und am 3. Dezember 1990 parlamentarischer Staatssekretär im Sächsischen Staatsministerium des Inneren. Seine Ernennung zum Staatssekretär für Städtebau und Wohnungswesen im selben Ministerium erfolgte am 19. Oktober 1993. Mit der Ernennung zum beamteten Staatssekretär legte Buttolo sein Landtagsmandat nieder. Ab dem 1. Januar 2000 wurde sein Aufgabengebiet um die Landesentwicklung erweitert. Am 24. November 2005 wurde er zum Nachfolger von Thomas de Maizière als sächsischer Innenminister ernannt und gehörte dem Kabinett Milbradt II und dem Kabinett Tillich I an.

## Orden und Ehrungen
- Am 26. Mai 1997 wurde ihm von Landtagspräsident Erich Iltgen die Sächsische Verfassungsmedaille verliehen.
- Am 6. Januar 2010 wurde ihm vom Präsidenten des THW Albrecht Broemme das Ehrenzeichen des Technischen Hilfswerks in Gold verliehen.[2]